# Mar de Weddell
El Mar de Weddell és una gran part de l'oceà Antàrtic compresa entre la Península Antàrtica per l'oest, les Illes Òrcades del Sud pel nord, la Terra de Coats i la Terra de la Princesa Marta a l'est. Al sud se troba la segona barrera de gel més gran del món: el conjunt Filchner-Ronne, que es recolza a la Terra d'Edith Ronne. Aquesta barrera envolta en gran part l'Illa Berkner. Al costat del litoral de la Península Antàrtica hi ha la plataforma de gel Larsen, la part nord de la qual s'ha anat col·lapsant ràpidament els darrers anys. Els seus límits terrestres estan definits per la badia formada a partir de les costes de Terra de Coats i la Península Antàrtica. El punt més oriental és el cap Norvègia a la Terra de la Princesa Marta, Terra de la Reina Maud. A l'est del cap Norvègia hi ha el mar del Rei Haakon VII. Gran part de la part sud del mar està coberta per la Plataforma de gel Filchner-Ronne.
La part de l'Antàrtida ubicada a l'oest d'aquest mar, fins al Mar de Ross, s'anomena Antàrtida Occidental o Menor, i a l'est, Antàrtida Oriental o Major.
L'amplada màxima d'aquest mar és d'uns 2.000 km, i cobreix una àrea de 2,8 milions de km².
El seu nom és en honor del mariner britànic James Weddell que s'internà en aquest mar el 1823 arribant fins als 74° S. Fou explorat àmpliament per primera vegada per l'escocès William S. Bruce entre 1902 i 1904. En aquest mar, el vaixell d'Ernest Shackleton, l'Endurance, fou atrapat i destruït pel gel.
Es creu que la separació de l'excontinent Gondwana va començar al Mar de Weddell.
El mar es troba dins de les dues reivindicacions territorials antàrtiques superposades de l'Antàrtida Argentina, el Territori Antàrtic Britànic, i també parcialment del Territori Antàrtic Xile. En el seu punt més ample, el mar té uns 2000 km, i la seva àrea és d'uns 2,8 km².
Diverses plataformes de gel, inclosa la plataforma de gel Filchner-Ronne, voregen el mar de Weddell. Algunes de les plataformes de gel del costat est de la Península Antàrtica, que antigament cobrien aproximadament 10.000 km² del mar de Weddell, havien desaparegut completament el 2002. Els científics han considerat que el mar de Weddell té l'aigua més clara de qualsevol mar. Investigadors de l'Institut Alfred Wegener, en trobar un disc de Secchi visible a una profunditat de 80 m el 13 d'octubre de 1986, va comprovar que la claredat corresponia a la de l'aigua destil·lada.
En el seu llibre de 1950 The White Continent, l'historiador Thomas R. Henry escriu: "El mar de Weddell és, segons el testimoni de tots els que han navegat per les seves aigües plenes de tèmpans, la regió més traïdora i lúgubre de la terra. El mar de Ross és relativament pacífic, previsible i segur." Continua durant un capítol sencer, relatant els mites del tritó de cabell verd vist a les aigües gelades del mar, la incapacitat de les tripulacions per navegar per un camí cap a la costa fins al 1949, i traïdores " congelacions de cop" que van deixar vaixells, com l’Endurance 1912 d'Ernest Shackleton, a mercè dels bancs de gel.

## Etimologia
El mar rep el nom del mariner escocès James Weddell, que va entrar al mar l'any 1823 i originalment el va batejar amb el nom del rei Jordi IV; va ser rebatejat en honor de Weddell el 1900. També el 1823, el capità nord-americà Benjamin Morrell va afirmar haver vist terra uns 10-12° a l'est del límit oriental actual del mar. Va anomenar això New South Groenlàndia, però la seva existència es va desmentir quan el mar es va explorar més a fons a principis del segle xx. Weddell va arribar fins als 74° S; William Speirs Bruce va fer la penetració al sud més llunyana des de Weddell però abans de l'era moderna el 1903.
El mar de Weddell és una àrea important de formació de masses d'aigües profundes a través del cabbeling, la principal força motriu de la circulació termohalina. Les masses d'aigües profundes també es formen a través del cabling a l'Atlàntic Nord i són causades per diferències de temperatura i salinitat de l'aigua. Al mar de Weddell, això es produeix principalment per l'exclusió de la salmorra i el refredament del vent.

## Història

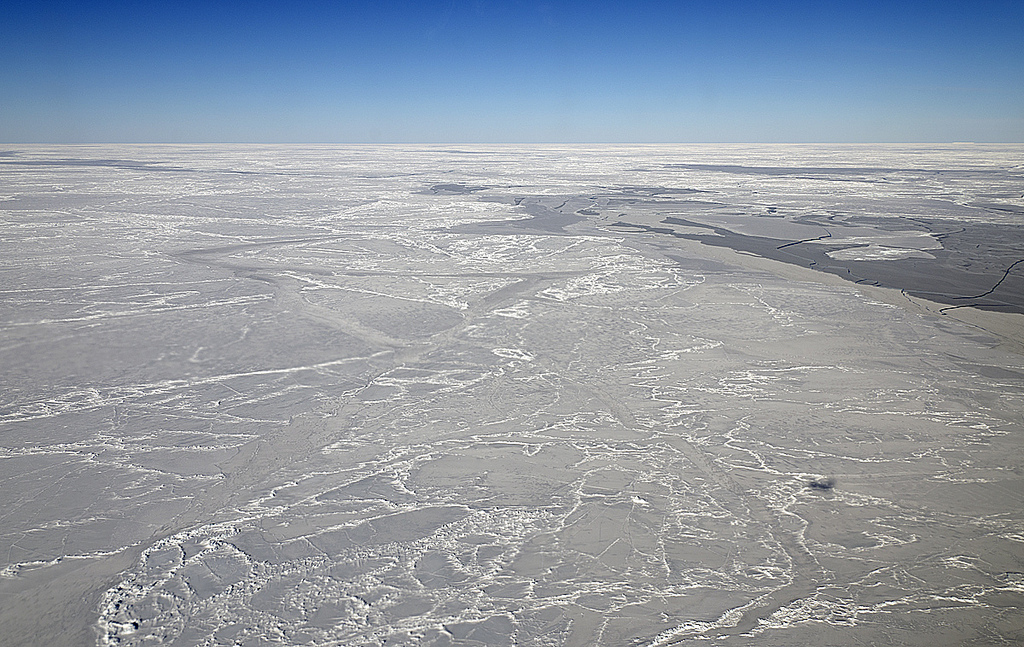
Gel marí cisellat al mar de Weddell

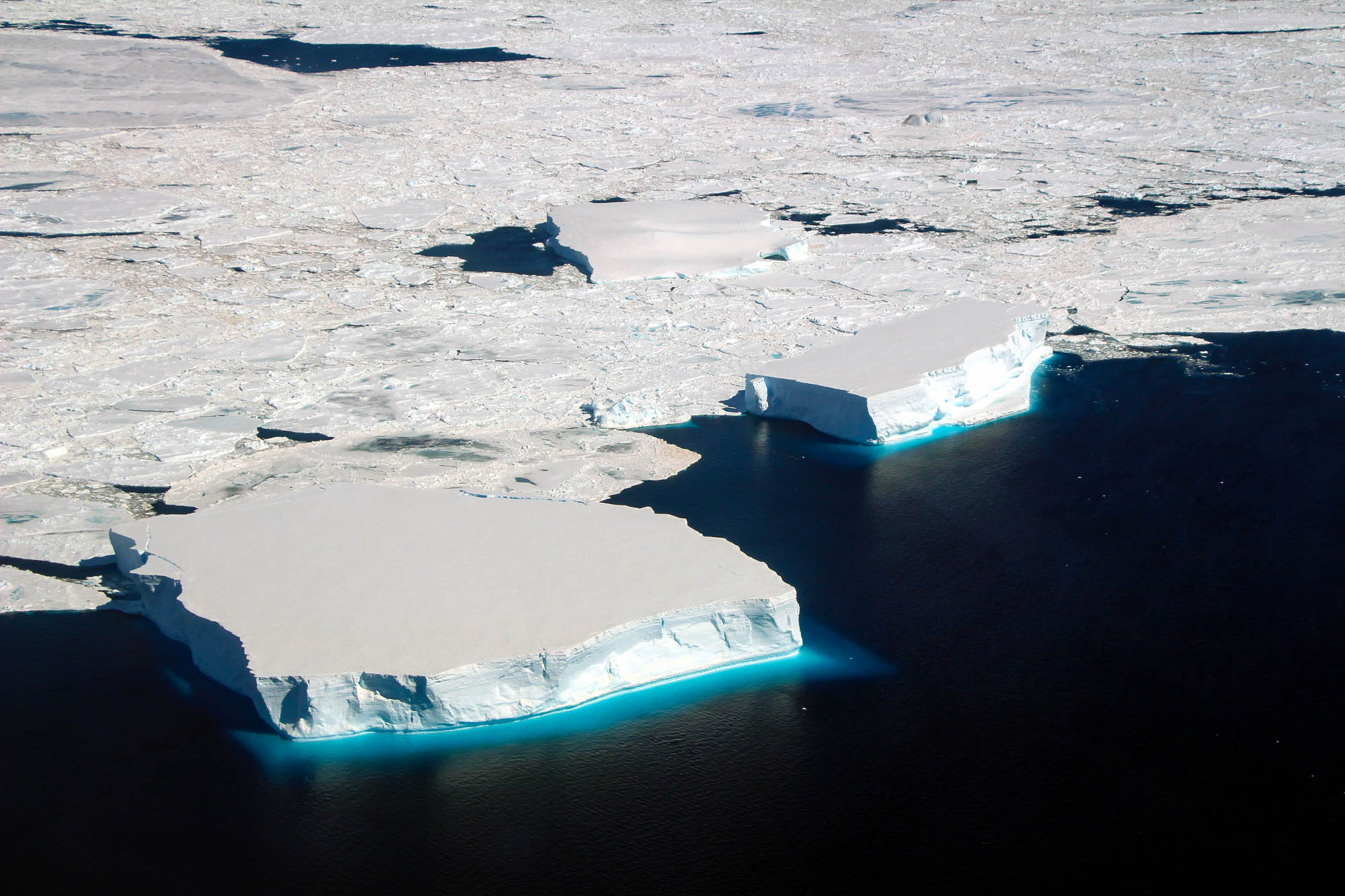

El 1823, el mariner britànic James Weddell va descobrir el mar de Weddell. Otto Nordenskjold, líder de l'expedició a l'Antàrtida sueca de 1901–1904, va passar un hivern a l'illa Snow Hill amb un equip de quatre homes quan el vaixell de socors va quedar assetjat pel gel i finalment va ser aixafat. La tripulació va aconseguir arribar a l'illa de Paulet on va hivernar en una cabana primitiva. Nordenskiöld i els altres finalment van ser recollits per l'Armada Argentina a Badia Esperança. Tots menys un van sobreviure.
L’Antarctic Sound rep el nom del vaixell d'expedició d'Otto Nordenskiöld. El so que separa la punta de la península antàrtica de l'illa Dundee també rep el nom de "Iceberg Alley", a causa dels enormes icebergs que sovint es veuen aquí. Illa Snowhill, situada a l'est de la península antàrtica. Està quasi completament nevat, d'aquí el seu nom. L'expedició antàrtica sueca dirigida per Otto Nordenskiöld va construir una cabana a l'illa el 1902, on Nordenskiöld i tres membres de l'expedició van haver de passar dos hiverns.
El 1915, el vaixell d'Ernest Shackleton, l'Endurance 1912, va quedar atrapat i va ser aixafat pel gel en aquest mar. Després de 15 mesos al gel, Shackleton i els seus homes van aconseguir arribar a l'Illa Elefant i van tornar amb seguretat. El març de 2022, es va anunciar que el naufragi ben conservat de l’Endurance s'havia descobert a 4 milles de la seva ubicació prevista, a una profunditat de 3008 m.

## Geologia
Igual que amb altres parts veïnes de l'Antàrtida, el mar de Weddell comparteix una història geològica comuna amb la zona més meridional d'Amèrica del Sud. Al sud de la Patagònia, a l'inici de l’orogènia andina al Juràssic, la tectònica extensional va crear la conca de Rocas Verdes, una conca d'arc posterior l'extensió supervivent de la qual cap al sud-est forma el mar de Weddell. Al final del Cretaci, el règim tectònic de la conca de Rocas Verdes va canviar i va provocar la seva transformació en una conca compressiva d’avantpaís –la conca de Magallanes– al Cenozoic. Mentre això va passar a Amèrica del Sud, la part de la conca del mar de Weddell va escapar de la tectònica de compressió i va romandre una conca oceànica.

## Oceanografia

Mars de l'Antàrtida, amb la ubicació del mar de Weddell

El mar de Weddell és un dels pocs llocs de l'oceà mundial on es formen masses d'aigua profunda i de fons per contribuir a la circulació termohalina global que s'ha anat escalfant lentament durant l'última dècada.
Les característiques de les masses d'aigua exportades resulten d'interaccions complexes entre el forçament de la superfície, modificat significativament pels processos de gel marí, la dinàmica de l'oceà a la ruptura de la plataforma continental i la transformació de la massa d'aigua de talús i subplataforma de gel.
La circulació a l'oest del mar de Weddell està dominada per un corrent que flueix cap al nord. Aquest corrent cap al nord és la secció occidental d'un gir ciclònic principalment impulsat pel vent anomenat Gir de Weddell. Aquest flux cap al nord serveix com a força principal de sortida de l'aigua del mar de Weddell, un lloc important de modificació de l'aigua oceànica i formació d'aigües profundes, cap a la resta de l'oceà mundial. El Gir de Weddell és una capa superficial freda i de baixa salinitat separada per una picnoclina fina i feble d'una capa gruixuda d'aigua relativament càlida i salada anomenada Weddell Deep Water (WDW) i una capa inferior freda.
La circulació al mar de Weddell ha demostrat ser difícil de quantificar. Altures de superfície geopotencial per sobre dels 1000 dB, calculat amb dades històriques, només mostra corrents superficials molt febles. Càlculs similars realitzats amb dades més properes també van mostrar corrents petites. Es va suposar que el tancament de la circulació del gir era impulsat pel transport de Sverdrup. El mar de Weddell és un lloc important per a la formació d'aigües profundes.
Així, a més d'un component de gir impulsat pel vent del corrent límit, s'espera una circulació més profunda la dinàmica i els transports de la qual reflecteixen una entrada d'aigua densa al sud i sud-oest del mar de Weddell. Les dades disponibles no permeten quantificar els transports de volum associats a aquesta regió límit occidental, ni a la determinació de la circulació convectiva profunda al llarg del límit occidental.

## Clima
El predomini de forts vents superficials paral·lels a l'estreta i alta serralada de la península antàrtica és una característica notable del temps i el clima a la zona del mar de Weddell occidental. Els vents porten aire fred cap a latituds més baixes i es converteixen en sud-oest més al nord.
Aquests vents són d'interès no només pel seu efecte sobre el règim de temperatura a l'est de la península, sinó també perquè obliguen a la deriva del gel cap al nord-est cap a l'oceà Atlàntic Sud com a darrera branca de la circulació en el sentit de les agulles del rellotge a les capes inferiors de l'atmosfera. les costes del mar de Weddell. El fort contrast entre el vent, la temperatura i les condicions del gel dels dos costats de la península antàrtica és ben conegut des de fa molts anys.
Els forts vents superficials dirigits cap a l'equador al llarg del costat est de la península antàrtica poden aparèixer en dos tipus diferents de situacions sinòptiques-meteorològiques: un cicló intens sobre el mar de Weddell central, un ampli flux d'est a oest d'aire fred estable en els 500 a més baixos. -Capa de 1000 metres de l'atmosfera sobre el mar de Weddell central i/o meridional cap a la península. Aquestes condicions fan que l'aire fred s'acumuli a la vora est de les muntanyes. Aquest procés comporta la formació d'una carena d'alta pressió sobre la península (principalment a l'est del pic) i, per tant, un desviament del corrent d'aire originàriament cap a l'oest cap a la dreta, al llarg de la paret de la muntanya.

## Ecologia
El mar de Weddell és abundant amb balenes i foques. La fauna característica del mar inclou la foca de Weddell i les orques, les balenes geperudes, els rorquals minke, les foques lleopards i les foques menjacrancs que s'observen amb freqüència durant els viatges al mar de Weddell.
El Pingüí d'Adèlia és l'espècie de pingüins dominant en aquesta zona remota per la seva adaptació a l'entorn dur. Una colònia de més de 100.000 parelles d'adélies es poden trobar a l'Illa Paulet.
Al voltant de 1997, la colònia de pingüins emperador més al nord es va descobrir just al sud de l'illa de Snowhill, al mar de Weddell. Com que el mar de Weddell està sovint obstruït amb una gran quantitat de gel, calen vaixells forts de classe de gel equipats amb helicòpters per arribar a aquesta colònia.
El 2021, es va informar que es van trobar esponges i altres alimentadors de suspensió no identificats creixent sota la barrera de gel Filchner-Ronne en una roca a una profunditat de 1.233 m (872 dels quals eren gel), 260 km d'aigües obertes.
El febrer de 2021, l'Institut Alfred Wegener per la recerca polar i marina amb RV Polarstern, va trobar una colònia d'aproximadament 60 milions de peixos de gel de Jonah habitava una zona del mar de Weddell. Es calcula que la colònia ocupa uns 240 km², amb una mitjana d'un niu per cada tres metres quadrats.

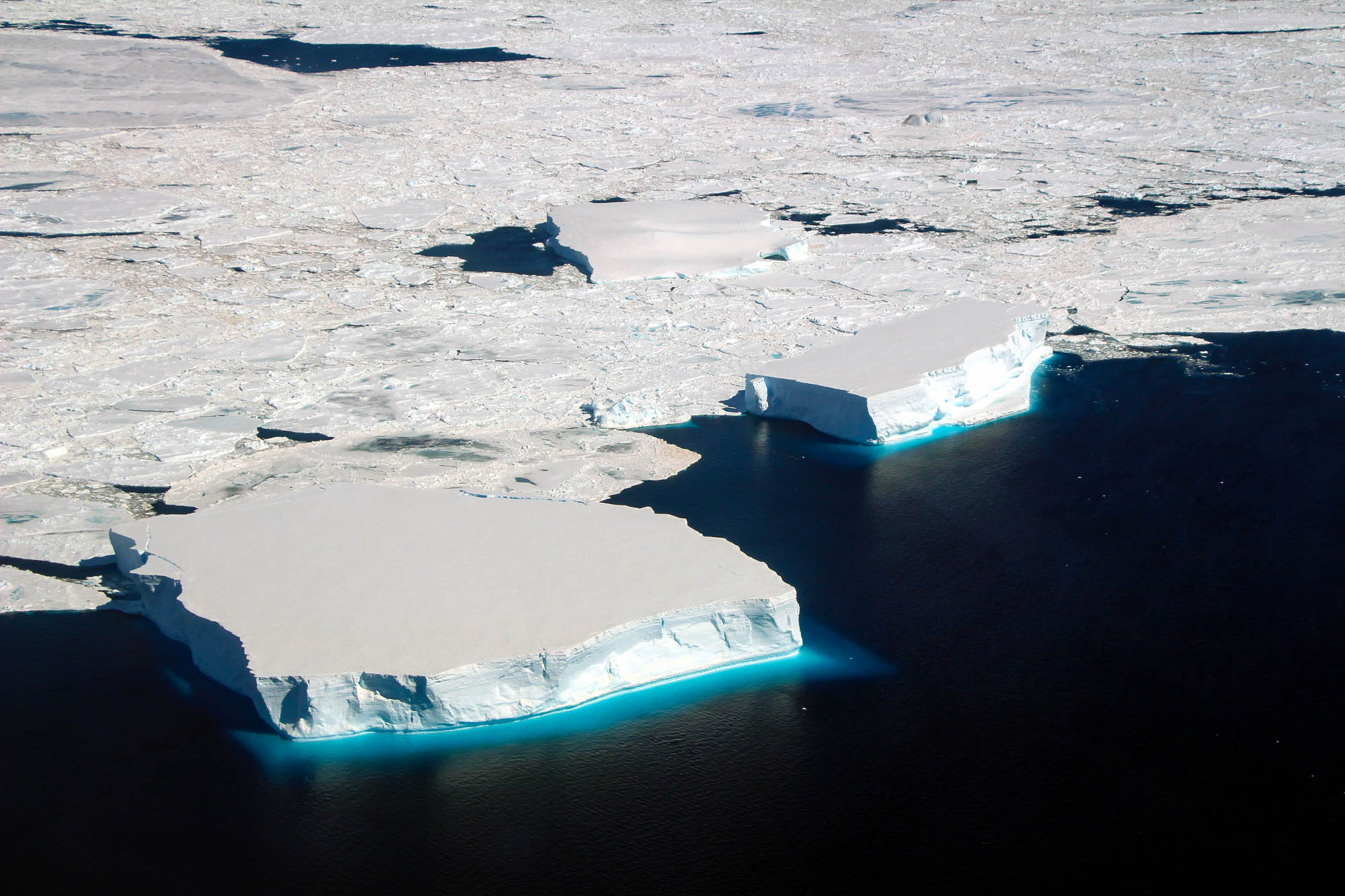
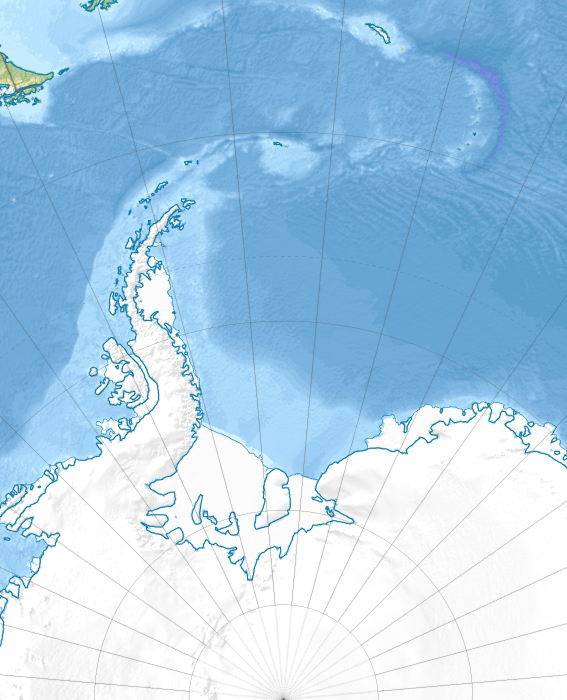
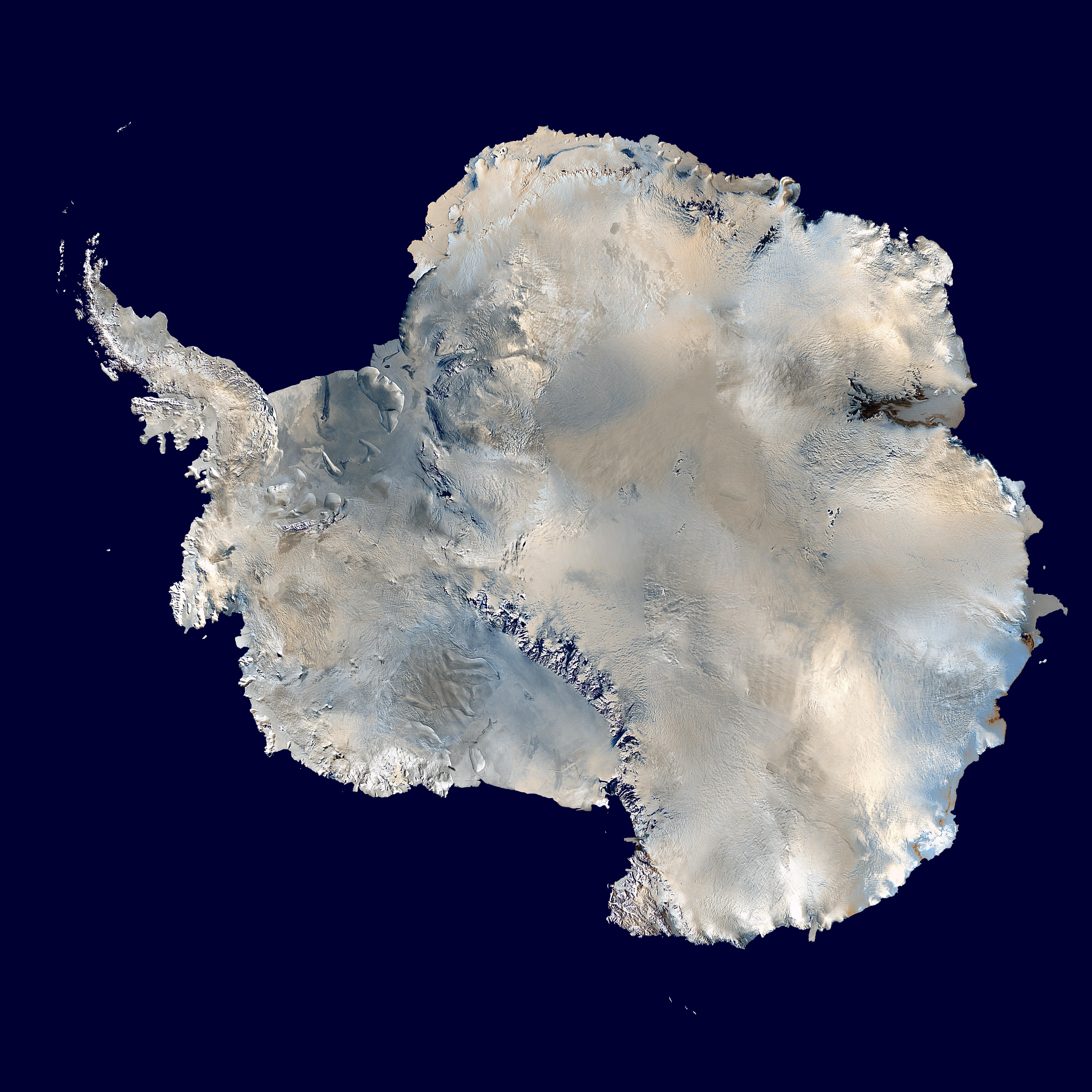
Una vista aèria de l'Antàrtida. El Mar de Weddell és la 'badia' de la cantonada superior esquerra.